# Mathias Svalina
Mathias Svalina (Chicago (Illinois), 24 juni 1975) is een Amerikaanse dichter en schrijver. Hij heeft beurzen en prijzen gewonnen van The Bread Loaf Writers’ Conference, The Iowa Review, en New Michigan Press. Zijn gedichten zijn verschenen in tijdschriften als American Letters & Commentary, The Boston Review, Gulf Coast, and jubilat. Hij heeft een 'Dream Delivery Service' (dromenbezorgdienst) en hij is mede-oprichter van de kleine, onafhankelijke poëzie-uitgeverij Octopus Books.

## Dream Delivery Service
Svalina heeft een 'Dromenbezorgdienst', waarvoor hij van stad naar stad fietst. Abonnees die binnen fietsafstand van zijn verblijfadres wonen, krijgen de dromen een maand lang persoonlijk door hem bezorgd. Inmiddels heeft hij dromen bezorgd in o.a. Richmond, Tucson, Marfa, Austin, San Diego, Brooklyn & Chicago. Voor een extra bedrag bezorgt hij ook nachtmerries. 

## Bron
- Dit artikel of een eerdere versie ervan is een (gedeeltelijke) vertaling van het artikel Mathias Svalina op de Engelstalige Wikipedia, dat onder de licentie Creative Commons Naamsvermelding/Gelijk delen valt. Zie de bewerkingsgeschiedenis aldaar.

- International Standard Name Identifier: 0000 0000 5136 1130
- Library of Congress Control Number: no2008033431
- Système universitaire de documentation: 18972546X
- Virtual International Authority File: 39179412
- WorldCat: E39PBJrryRJBYrxp4cDPWVCxXd